# دولت در تبعید لهستان
دولت در تبعید لهستان که به صورت رسمی دولت در تبعید جمهوری لهستان (لهستانی: Rząd Rzeczypospolitej Polskiej na uchodźstwie) خوانده می‌شد، دولت در تبعید جمهوری دوم لهستان بود که پس از تهاجم به لهستان در سپتامبر ۱۹۳۹ و اشغال آن توسط آلمان نازی و شوروی تشکیل شد.
با وجود اشغال لهستان توسط دولت‌های متخاصم، دولت در تبعید لهستان توانست در طول جنگ به کمک دولت زیرزمینی لهستان و شاخه نظامی آن که به ارتش میهنی معروف بود به صورت گسترده‌ای در درون کشور اعمال قدرت نماید. در بیرون از لهستان اشغالی هم نیروهای نظامی لهستانی‌ که توانسته بودند از اشغال بگریزند تحت تسلط دولت در تبعید و به عنوان جزئی از نیروهای متفقین در جبهه‌های آفریقا، خاورمیانه و اروپا علیه متحدین جنگیدند.
دولت در تبعید لهستان ابتدا در فرانسه و در شهر پاریس شکل گرفت اما پس از آغاز تهاجم به فرانسه از طرف آلمان نازی برای مدتی در سال ۱۹۴۰ به شهر آنژه در مرکز فرانسه و سپس با سقوط فرانسه به لندن انتقال یافت و تا هنگام انحلالش در سال ۱۹۹۰ در همان شهر باقی ماند.
پس از پایان جنگ جهانی دوم در سال ۱۹۴۵، تمامی خاک لهستان در دست نیروهای شوروی باقی ماند و در آن جمهوری خلق لهستان تشکیل شد که جزو اقمار شوروی بود. در این ایام دولت در تبعید لهستان علی‌رغم عدم شناسایی از سوی قدرت‌های بزرگ و مؤثر جهانی و ناتوانی در اعمال قدرت مؤثر همچنان به حیات خود ادامه داد و پس از پایان سلطه کمونیسم بر لهستان دولت در تبعید مسئولیت ایجاد جمهوری سوم لهستان را در دسامبر ۱۹۹۰ به عهده گرفت.

نشان ریاست جمهوری دولت در تبعید لهستان (۱۹۵۶–۱۹۹۰)

## تاریخچه

### تشکیل
۱۹ روز پس از آغاز تهاجم به لهستان توسط آلمان نازی و دو روز پس از پیوستن شوروی به این نبرد رئیس جمهور لهستان ایگناتسی موچیتسکی که در شهر کوچکی به نام کوتی (امروزه در اوکراین) در نزدیکی مرزهای جنوبی لهستان مستقر بود در ۱۹ سپتامبر سال ۱۹۳۹ میلادی  به مجلس سنا اعلام کرد که قصد دارد طی اختیاری که به موجب اصل ۲۴ قانون اساسی ۱۹۳۵ لهستان به او اعطا شده است قدرت خود را به وادیسواو راچیکیویتس که رئیس مجلس سنا را در دست داشت منتقل نماید. چند روز بعد موچیتسکی استعفا خود را رسماً اعلام کرد و راچیکیویتش که در فرانسه بود سوگند ریاست جمهوری را در سفارت لهستان در پاریس ادا نمود. به این ترتیب او به عنوان اولین رئیس جمهور دولت در تبعید لهستان اعلام شد و وادیسواو سیکورسکی را به سمت نخست وزیری منصوب کرد. همچنین، مدتی بعد سیکورسکی از جانب راچیکیویتس به جای ادوارد ریدز-اشمیگوی فرماندهی کل قوا نیروهای مسلح لهستان را در دست گرفت.
در این هنگام بیشتر نیروی دریای لهستان به بریتانیا گریخته بود و ده‌ها هزار سرباز و خلبان لهستانی که از طریق رومانی، مجارستان یا از میان دریای بالتیک از اسارت فرار کرده بودند تلاش می‌کردند تا خود را به فرانسه رسانده و در کنار متفقین به جنگیدن مقابل نازی‌ها ادامه دهند. لهستانی‌ها در بسیاری از نبردهای جنگ جهانی دوم مانند نبرد نارویک در نروژ، نبرد فرانسه در سال ۱۹۴۱ و ۱۹۴۴، نبرد بریتانیا، نبرد آتلانتیک، نبرد در شمال آفریقا، نبرد ایتالیا (به خصوص نبرد مونته کاسینو) و بازپس‌گیری اروپا ( نبرد نرماندی و نبرد آرنهم) در کنار متفقین جنگیدند و به آزاد سازی اروپا کمک کردند.
پس از تهاجم آلمان به شوروی در سال ۱۹۴۱ طی عملیات بارباروسا دولت در تبعید لهستان طی توافقی که به نام پیمان سیکورسکی-مایسکی شناخته می‌شود با روس‌ها به اجماع رسیدند که زندانیان لهستانی که شوروی در تهاجم سال ۱۹۳۹ اسیر کرده بود آزاد شده و ارتش آندرس را برای جنگ با آلمان نازی در خاک شوروی تشکیل دهند. پس از اشغال ایران و به دلیل مشکلات زیادی که این نیرو با ارتش شوروی داشت از طریق خاک ایران (مهاجرت لهستانی‌ها به ایران) به جبهه‌های غرب منتقل شدند تا در کنار متفقین غربی به نبرد بپردازد. چند سال بعد در ۱۹۴۴ یک نیروی دیگر به نام ارتش برلینگ از لهستانی‌های مستقر در شوروی به وجود آمد که تحت فرماندهی کمونیست‌ها به نبرد می‌پرداخت.

### دوران جنگ جهانی دوم
دولت در تبعید لهستان ابتدا در فرانسه، مدتی در پاریس و بعد از آن در آنژه به کار پرداخت که در این مدت وادیسواو راچیکیویتس از ۲ دسامبر ۱۹۳۹ تا ژوئن ۱۹۴۰ در قلعه پینیوقال واقع در نزدیکی آنژه اقامت داشت. با سقوط فرانسه، دولت در تبعید به لندن رفت و از طرف تمام دولت‌های متفقین به عنوان دولت رسمی لهستان به رسمیت شناخته شد. از نظر سیاسی این دولت ائتلافی از حزب دهقانان لهستان، حزب سوسیالیست لهستان، حزب کارگر لهستان و حزب ملی لهستان بود، هرچند که شرایط جنگی و دوری از میهن باعث شده بود تا این احزاب در واقعیت تنها به صورت نظری وجود داشته باشند.
هنگامی که آلمان تهاجم به شوروی در سال ۱۹۴۱ را آغاز کرد، دولت در تبعید لهستان به  منظور یاری در مقابله با گسترش نازیسم و کمک به قطع سرکوب مردم لهستان اشغالی توسط شوروی ارتباط دیپلماتیک خود را با دولت شوروی آغاز کرد. بر همین اساس دولت شوروی در ۱۲ اوت ۱۹۴۱ با صدور یک فرمان عفو ده‌ها هزار سرباز لهستانی و صدها هزار شهروند لهستانی را که در خاک خود اسیر کرده بود آزاد نمود. نیروهای آزاد شده به موجب این عفو ارتش آندرس را پایه‌گذاری نمودند. این نیروها برای یاری به بریتانیا که مشغول نبرد سختی با سپاه آفریقا رومل بودند از طریق ایران به شمال آفریقا فرستاده گشتند. این نیروها اساس سپاه دوم لهستان تحت فرماندهی ژنرال وادیسواو آندرس را تشکیل دادند که همراه با دیگر واحدهای لهستانی که پیشتر ایجاد شده بودند در کنار متفقین جنگیدند.
در سال ۱۹۴۲ دولت در تبعید لهستان به کمک عوامل خود در مناطق اشغالی تعدادی از اولین و دقیق‌ترین مدارک مربوط به کشتار یهودیان در خاک اروپا را که بعدها به هولوکاست معروف شد را تحویل مقامات متفقین داد. لهستانی‌ها از طریق نمایندگان خویش مانند وزیر خارجه وقت ادوارد برنارد رازینسکی یا پیک جنبش مقاومت زیرزمینی یان کارسکی خواستار اقدامی در این مورد گشتند اما خواسته ایشان مورد توجه قرار نگرفت. یادداشتی که وزیر امور خارجه در ۱۰ دسامبر ۱۹۴۲ به دولت‌های سازمان ملل ارسال نمود نخستین اعتراض رسمی توسط یک دولت در محکومیت پاکسازی گسترده و قصد نازی‌ها برای نابودی همگانی یهودیان بود. همچنین در این سند رسمی برای نخستین بار از رنج‌های یهودیان نه به عنوان شهروند یک دولت که به عنوان یک یهودی صحبت شده است. اعلامیه ۱۰ دسامبر ۱۹۴۲ و تلاش‌های دولت لهستان موجبات صدور اعلامیه ملل متحد در ۱۷ دسامبر ۱۹۴۲ را فراهم نمود.
در آوریل ۱۹۴۳ آلمانی‌ها در جنگل‌های نزدیک اسمولنسک در روسیه گورهای دسته جمعی را کشف کردند. در این گورها جسد ده هزار افسر لهستانی که در سال ۱۹۳۹ توسط شوروی اسیر شده بودند پیدا شد(در تحقیقات آلمانی‌ها ۴۴۴۳ جسد کشف شد). این افسران پس از اسارت توسط شوروی در واقعه‌ای که به کشتار کاتین معروف شد به قتل رسیده بودند. مقامات شوروی در مواجه با این مسئله اعلام کردند این کشفیات توسط آلمانی‌ها جعل شده‌اند. متفقین دیگر بنا به ضروریات زمان جنگ این گفته روس‌ها را به صورت رسمی قبول کردند اما دولت در تبعید لهستان توضیحات مقامات روس را رد کرد و خواستار تحقیق در مورد این ماجرا شد. شوروی نیز در پاسخ به این خواسته‌ها روابطش با دولت در تبعید لهستان را قطع کرد.
در سال‌های پایانی جنگ این امر مشخص بود که نه متفقین غربی بلکه نیروهای روس هستند که لهستان را آزاد خواهند کرد و این مسئله عواقب بسیاری را برای لهستان به بار خواهد آورد. در همین ایام بر اثر سقوط هواپیما در جبل‌الطارق، سیکورسکی که یکی از تواناترین فرماندهان در تبعید لهستان محسوب می‌گشت در ژوئیه ۱۹۴۳ کشته شد و استانیسواو میکووایچک به جای او ریاست دولت در تبعید را به دست گرفت.
طی سال‌های ۱۹۴۳ و ۱۹۴۴ رهبران متفقین، به خصوص وینستون چرچیل تلاش نمودند تا دولت در تبعید لهستان و استالین را به پای میز مذاکره بیاورند اما این تلاش‌ها به چند دلیل ناموفق ماند که از جمله آن عبارتند از کشتار کاتین و کشتارهای دیگر در کالینین و خارکیف  و مسئله مرزهای لهستان پس از پایان جنگ.
استالین اصرار داشت که شوروی تمام نواحی اشغالی در سال ۱۹۳۹ را در تصرف خود باقی نگه خواهد داشت در حالی که این نواحی علاوه بر جمعیت‌های اوکراینی و بلاروسی، میلیون‌های لهستانی را در خود جای داده بودند. و به جای این نواحی که در دست شوروی باقی می‌ماندند لهستان برای جبران این خسارت سرزمین‌های متعلق به آلمان را اشغال می‌نماید. اما میکووایچک از مصالحه در مورد مسئله حاکمیت لهستان بر سرزمین‌های پیش از جنگ خودداری می‌نمود. یک مورد دیگر اختلاف هم ناشی از اصرار میکووایچک  بر عدم استقرار دولت کمونیست در لهستان پس از جنگ توسط شوروی بود.
در مقابل، توماش آرچیشفسکی که پس از میکووایچک به نخست وزیری رسید در سال ۱۹۴۴ اعلام داشت که لهستان مایل به الحاق برسلاو و اشتتین نیست بلکه از بیش از همه تمایل دارد تا پروس شرقی را پس از آنکه تمامی شهروندان آلمانی آن تخلیه شدند در اختیار بگیرد.

### پس از جنگ جهانی دوم
میکووایچک  و همکارانش در دولت در تبعید اصرار داشتند تا مرزهای شرقی پیش از ۱۹۳۹ به عنوان اساس مرز لهستان و شوروی قرار بگیرد. اما در عمل این امر ممکن نبود زیرا شوروی نواحی مورد ادعا لهستان را در اشغال خود داشت. امتناع دولت در تبعید لهستان از پذیرش طرح مرزهای پیشنهادی جدید لهستان خشم سران متفقین، به خصوص چرچیل را برانگیخت و باعث شد تا ایشان تمایل کمتری به مخالفت با استالین در مورد چگونگی ساختار دولت لهستان پس از پایان جنگ داشته باشند. در نهایت دولت در تبعید در هر دو موضوع شکست خورد، شوروی نواحی شرقی لهستان را اشغال نمود و دولت دست نشانده کمونیستی خودش را تحت عنوان دولت موقت جمهوری لهستان به عنوان اقتدار مشروع بر لهستان حاکم کرد. اما لااقل، علی‌رغم ادعای بعضی از کمونیست‌های بانفوذ مانند واندا واشیلوسکا مبنی بر تبدیل لهستان به یکی از جمهوری‌های اتحاد جماهیر شوروی، این کشور توانست استقلال خود را حفظ نماید.
علی‌رغم بی اعتمادی که نسبت به شوروی وجود داشت میکووایچک در نوامبر ۱۹۴۴ از سمت خود استعفا داد تا به لهستان بازگردد و مسئولیت خود را در دولت موقت وحدت ملی آغاز نماید. این دولت زیر سایه مقامات شوروی که اکنون خاک لهستان را در اشغال خویش داشتند تشکیل شده بود و جناح میکووایچک  و بسیاری از اعضا دولت موقت پیشین در آن حضور داشتند. بسیاری از تبعیدیان با این اقدام مخالفت کرده و این دولت جدید را تنها نمایی برای پوشاندن سلطه کمونیسم بر لهستان می‌دانستند. پیروزی متقلبانه جناح دموکرات که تحت سلطه کمونیست‌ها در انتخابات سال ۱۹۴۷ صحت دیدگاه تبعیدیان را آشکار نمود. در این انتخابات جناح کمونیست به مدد تقلب گسترده توانست ۸۰ درصد آرا را تصاحب نماید و مخالفان ادعا داشتند که در صورت عدم تقلب پیروزی از آن ایشان می‌گشت و احتمالا میکووایچک به نخست وزیری می‌رسید. در ماه نوامبر و طی جلسه با جامعه سیلزیایی‌ها به میکووایچک خبر داه شد که قرار است او و مشاورش دستگیر شوند و فرمان این دستگیری صادر شده است. با رسیدن این خبر میکووایچک و مشاورش برای خروج از کشور اقدام کردند. میکووایچک  به سمت شمال رفت و مشاور او راه جنوب را پیش گرفت. این مشاور که پاول نام داشت با پنهان شدن در یک گاری کاه توانست از منطقه خطر بگریزد.
در همین اثنا دولت فرانسه در ۲۹ ژوئن و ایالات متحده و بریتانیا در ۵ ژوئیه ۱۹۴۵ شناسایی دولت در تبعید لهستان را پس گرفتند. نیروهای مسلح لهستان در تبعید نیز طی سال ۱۹۴۵ منحل گشت و بسیاری از اعضا آن که می‌دانستند در صورت بازگشت به لهستان تحت سلطه کمونیسم با خطر روبرو خواهند بود به کشورهای دیگر مهاجرت کردند. لهستانی‌ها مستقر در لندن مجبور شدند تا سفارت لهستان واقع در خیابان پورتلند پلاس را تخلیه کنند و تنها اقامتگاه شخصی رئیس جمهور واقع در خانه ۴۳ خیابان ایتون پلاس در اختیارشان باقی ماند. در این ایام دولت در تبعید لهستان که برخی از اسناد و بایگانی‌های مهم لهستان پیش از جنگ را حفظ می‌کرد تبدیل به نمادی از ادامه مقاومت در برابر اشغال خارجی لهستان شد. جمهوری ایرلند، اسپانیای تحت کنترل فرانکو و واتیکان (تا ۱۹۷۹) آخرین کشورهایی بودند که دولت در تبعید لهستان را به رسمیت می‌شناختند.
تفاوت‌های سیاسی منجر به انشقاق دولت در تبعید در سال ۱۹۵۴ شد. طیفی که خود را نماینده ۸۰ درصد از ۵۰۰ هزار لهستانی ضد کمونیست تبعیدی می‌دانست با ادامه دوران ریاست جمهوری آگوست زالسکی که دوره هفت ساله‌اش به پایان رسیده بود مخالفت کردند. این طیف شورای وحدت ملی را در ژوئیه ۱۹۵۴ تاسیس و شورای سه نفره که متشکل از توماش آرچیشوسکی، واویسواو آندرس و ادوارد برنارد رازینسکی بود را جهت اعمال وظایف رئیس دولت تعیین نمود. این تفاوت‌ها با مرگ زالسکی در سال ۱۹۷۲ به پایان رسید و تبعیدیان دوباره متحد گشتند.
برخی از طرفداران دولت در تبعید طی سال‌ها به لهستان بازگشتند که از جمله این افراد می‌توان به هوگون هانکه و استانیسواو ماتسکویچ اشاره نمود. دولت کمونیستی مستقر در ورشو تلاش بسیاری برای باز گرداندن اعضا دولت در تبعید انجام می‌داد و اعلام می‌داشت در صورت بازگشت از اتهامات افراد چشمپوشی شده و ایشان را در پست‌های بالای دولتی استخدام خواهند کرد.
با وجود همه این مسائل دولت در تبعید لهستان به حیات خود ادامه داد و در سال ۱۹۸۹ که سلطه شوروی بر لهستان پایان یافت هنوز اعضا کابینه دولت در تبعید هر دو هفته در لندن تشکیل جلسه می‌دادند و ۱۵۰۰۰۰ نفر از لهستانی‌های خارج از کشور به آن‌ها وفادار بودند.
در دسامبر ۱۹۹۰ که لخ والسا به عنوان اولین رئیس جمهور غیر کمونیست لهستان پس از پایان جنگ جهانی دوم انتخاب شد تمام نشان‌های دولتی مربوط به جمهوری لهستان را از آخرین رئیس جمهور دولت در تبعید، ریشارت کاچوروفسکی تحویل گرفت و به این ترتیب دولت در تبعید به پایان رسید.